# Brigitte Häberli-Koller

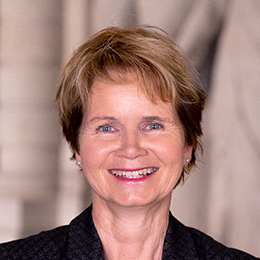
Brigitte Häberli-Koller (2022)

Brigitte Häberli-Koller (* 23. August 1958 in Wetzikon; heimatberechtigt in Münchenbuchsee) ist eine Schweizer Politikerin (Die Mitte, vormals CVP) und Ständerätin aus dem Kanton Thurgau. 2022/23 war sie Ständeratspräsidentin.

## Leben und Politik
Häberli-Koller ist gelernte Kauffrau. Im Jahr 1996 wurde sie in den Gemeinderat (Exekutive) von Bichelsee-Balterswil gewählt, noch im selben Jahr in den Grossen Rat des Kantons. Ein Kopf-an-Kopf-Rennen wurde ihre Wahl in den Nationalrat 2003: mit nur gerade 16 Stimmen Vorsprung schaffte sie den Einzug. 2005 wurde sie als mögliche CVP-Parteipräsidentin gehandelt, worauf sie dann aber verzichtete. Von 2005 bis 2011 war sie Vizepräsidentin der CVP/EVP/glp-Fraktion.
Bei den Wahlen 2011 wurde sie im zweiten Wahlgang am 13. November in den Ständerat gewählt. 2015, 2019 und 2023 wurde sie als Ständerätin bestätigt. 2022/23 war sie Ständeratspräsidentin.
Laut ihrem Smartvote-Profil zu den Wahlen 2019 ist Häberli-Koller eine leicht konservative Mitte-Politikerin. Im Vergleich zur Mehrheit ihrer Parteikolleginnen und Parteikollegen ist sie gegenüber Sozialanliegen etwas kritischer eingestellt und gewichtet Recht und Ordnung etwas höher – wobei zu bemerken ist, dass die Abweichungen minim sind.
Sie lebt in Bichelsee-Balterswil, ist verheiratet und hat drei erwachsene Kinder.